# Catherine Harrison
Catherine Elizabeth Frances Harrison (født 9. april 1994 i Memphis, Tennessee, USA) er en professionel tennisspiller fra USA.